# Jóhanna Guðrún Jónsdóttir
Yohanna (teljes nevén Jóhanna Guðrún Jónsdóttir; 1990. október 16.) izlandi pop-énekesnő. Ő képviselte hazáját a Moszkvában megrendezett 2009-es Eurovíziós Dalfesztiválon, ahol az Is It True? című dallal a második helyezést érte el.

## Életrajza

### Gyermekkora
A dániai Koppenhágában született, kétéves korában szülei Izland fővárosába Reykjavíkba telepedtek át, ahol hat évig éltek. Ezt követően Hafnarfjörðurba költöztek. Itt figyelt fel tehetségére Maria Björk - énektanár - aki felajánlotta neki, hogy az iskolájában tanuljon. Itt sajátította el a modern pop alapjait. Első albuma kilencéves korában készült el, mely a 10. születésnapján jelent meg 2000-ben, hatalmas sikert aratva. Ezt további két album követte 2001-ben és 2003-ban, melyek megerősítették, hogy Yohannának helye van a zenei életben. A következő éveket szülei és menedzsere tanácsára a közönségtől visszavonultan, tanulással töltötte. Ebben az időszakban sokat volt távol otthonától, megfordult New Yorkban, Los Angelesben és Dániában is.

### Visszatérés a köztudatba
Yohanna Butterflies and Elvis című albuma 2008-ban jelent meg, mely jó fogadtatásra lelt a közönség körében. Ezt egy - az Izlandi Szimfonikus Zenekarral közös - koncert követte, melyet élőben sugárzott az Izlandi Televízió. Napjainkban is képezi magát, valamint korábbi iskolájában gyerekeket tanít énekelni.
Óskar Páll Sveinsson zeneszerző és producer kérte fel az Is it true? című ballada eléneklésére, mellyel részt vett a 2009-es Eurovíziós Dalfesztiválon, ahol második helyezést ért el. A versenyről való hazatérés után Yohannát Izlandon hősként ünnepelték, dala pedig számos európai slágerlistára felkerült.
2011-ben ismét nevezett az Eurovíziós Dalverseny izlandi nemzeti döntőjére Nótt (magyarul: Éjszaka) című dalával, de ezúttal nem tudott nyerni.